# Museo Regional de la Revolución Mexicana
El Museo de la Revolución Mexicana, también conocido como la Casa de los Hermanos Serdán, ubicado en el centro histórico de la ciudad de Puebla, reúne material y colecciones relativos a la vida cotidiana y la gesta heroica de la familia Serdán Alatriste, de la que formaron parte los hermanos Carmen, Máximo y Aquiles, siendo este último un precursor de ese movimiento social de 1910. Se inauguró el 18 de noviembre de 1960, con ocasión de los festejos de los 50 años del inicio de la gesta. La casa se construyó en el siglo XVII, pero mantiene la decoración de fines del siglo XIX.

## Historia

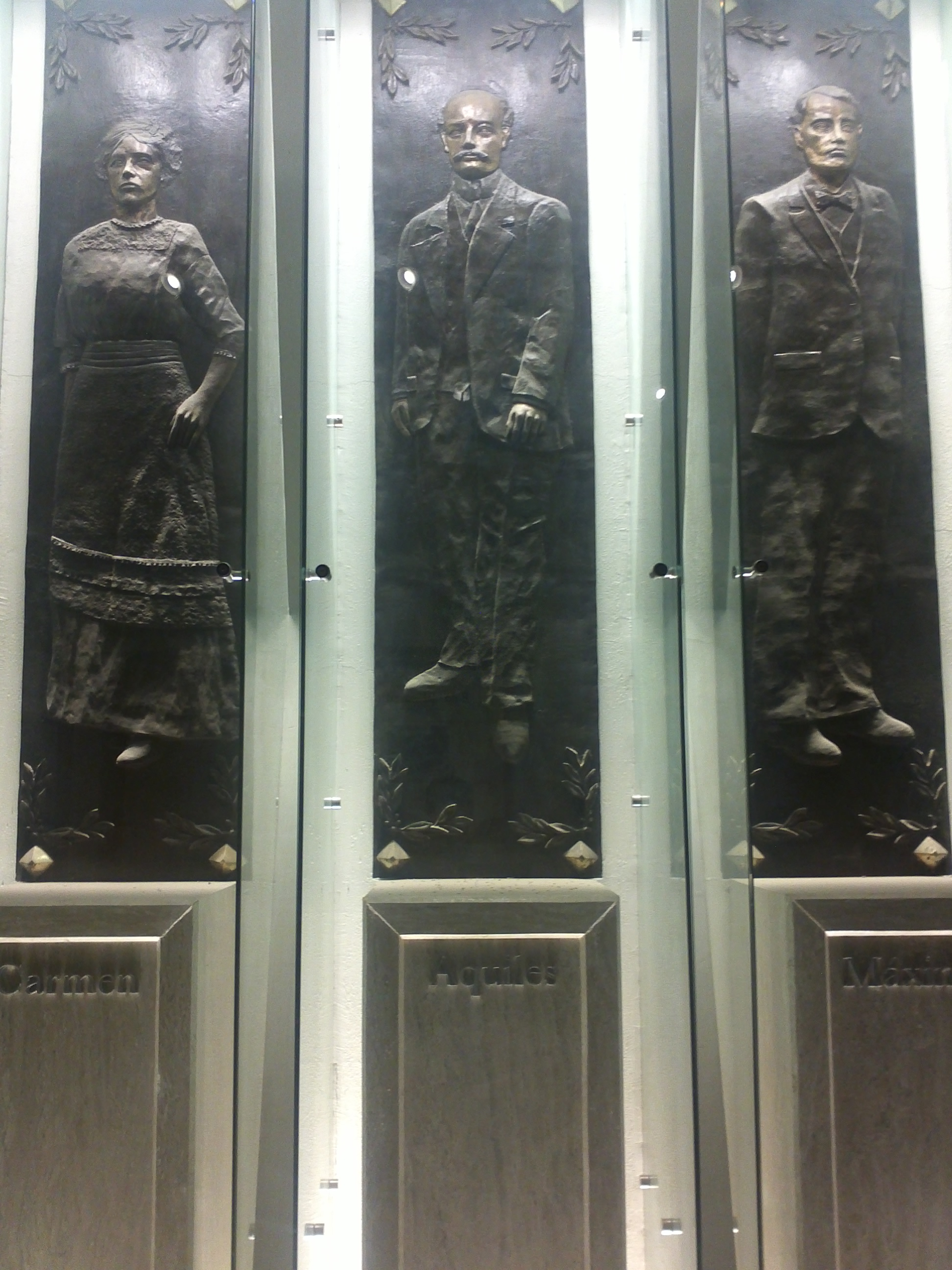
Urna de los restos de los Hermanos Serdán

Se trata de una casa antigua que fue propiedad del suegro de Natalia Serdán y después pasaría a manos de la familia Serdán Alatriste a la viudez de Natalia. El 19 de noviembre, en ese lugar la familia Serdán Alatriste se une al movimiento antirreeleccionista encabezado por Francisco I. Madero, quien convocó al alzamiento armado en contra de Porfirio Díaz.[cita requerida]
A mediados del mes de noviembre estaban muy adelantados los preparativos de los antirreeleccionistas poblanos al mando de Aquiles Serdán antes del levantamiento de los hermanos Serdán sucedió el primer levantamiento armado de la Revolución Mexicana al expedir a la policía una orden de cateo a la casa de los Serdán lo que llevó al coronel Miguel Cabrera, jefe de la policía, por órdenes del gobernador a catear la casa de los Serdán. Aquiles fue avisado por un obrero que iban a catear su casa y se organizó para defenderla de la policía.
En cuanto el coronel Cabrera entró con otros dos hombres a catear la casa fue asesinado y los otros dos fueron heridos de bala. Poco después de poner en aviso al ejército, surgió el tiroteo donde murieron Máximo Serdán y varios seguidores del movimiento revolucionario.
Aquiles se ocultó en un hoyo cuando ya iban a tomar la casa. Durante 14 horas estuvo oculto hasta las dos de la madrugada del día 19 de noviembre, que fue asesinado cuando salió de su escondite. Durante la refriega mueren alrededor de una docena de simpatizantes y correligionarios de los hermanos Serdán, así como los propios Aquiles y Máximo. Por su parte las mujeres de esa familia: María del Carmen Alatriste, Carmen Serdán y Filomena del Valle, esposa de Aquiles, fueron arrestadas.

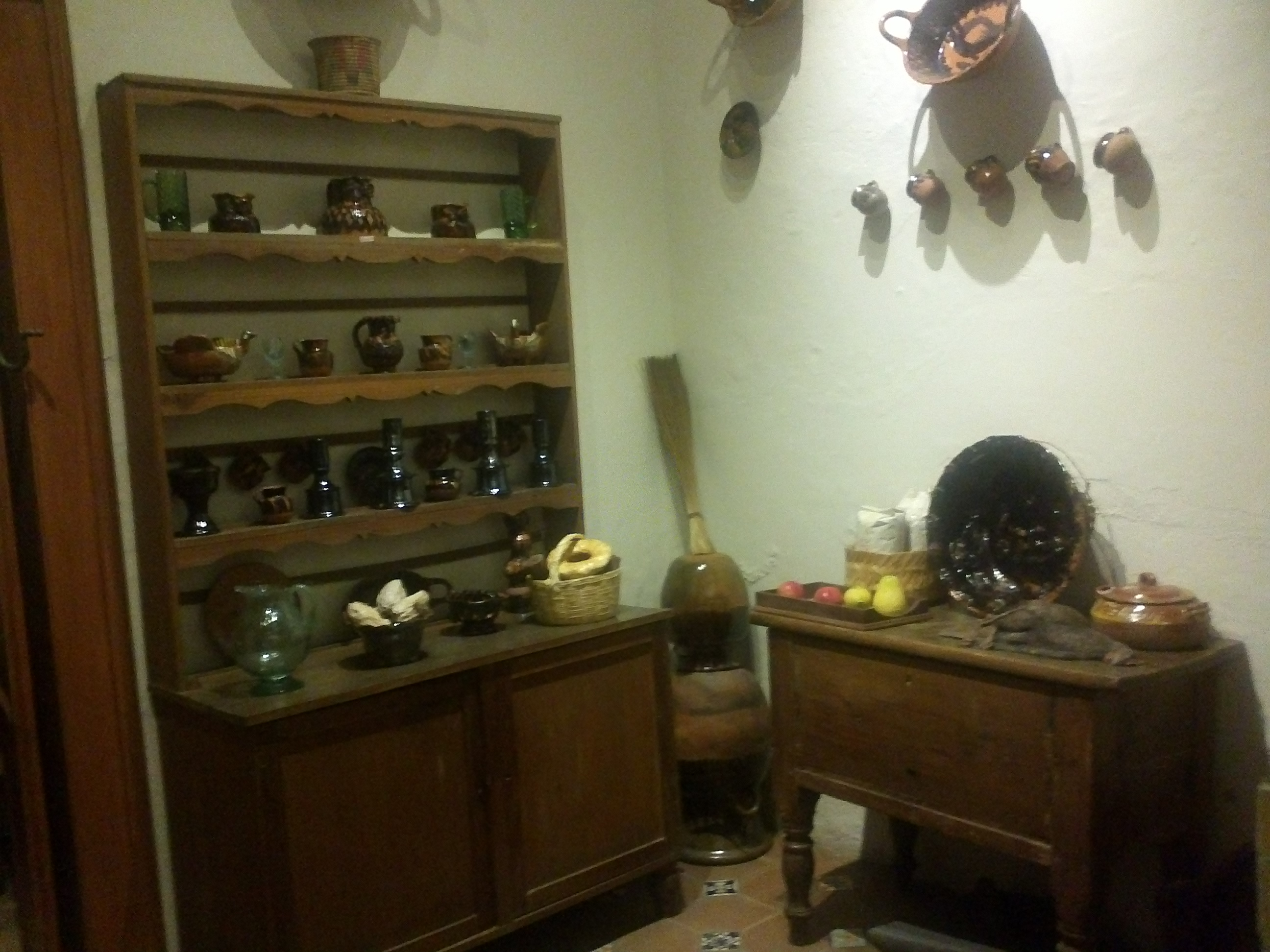
Cocina.

### Salas
Cuenta con las siguientes salas:
- Taller de zapatos.
- Despacho.
- Comedor.
- Recámaras.
- Cocina.
- Baño.
- Caballeriza.
- Cuarto de trebejos.
- Urna con los restos de los tres hermanos Serdán en la antigua recámara de Aquiles Serdán, donde se encuentra una abertura sobre el piso en la cual se escondían las armas y donde Aquiles se ocultó de la policía al ver perdida la batalla para salir varias horas después y ser asesinado.

### Planta alta

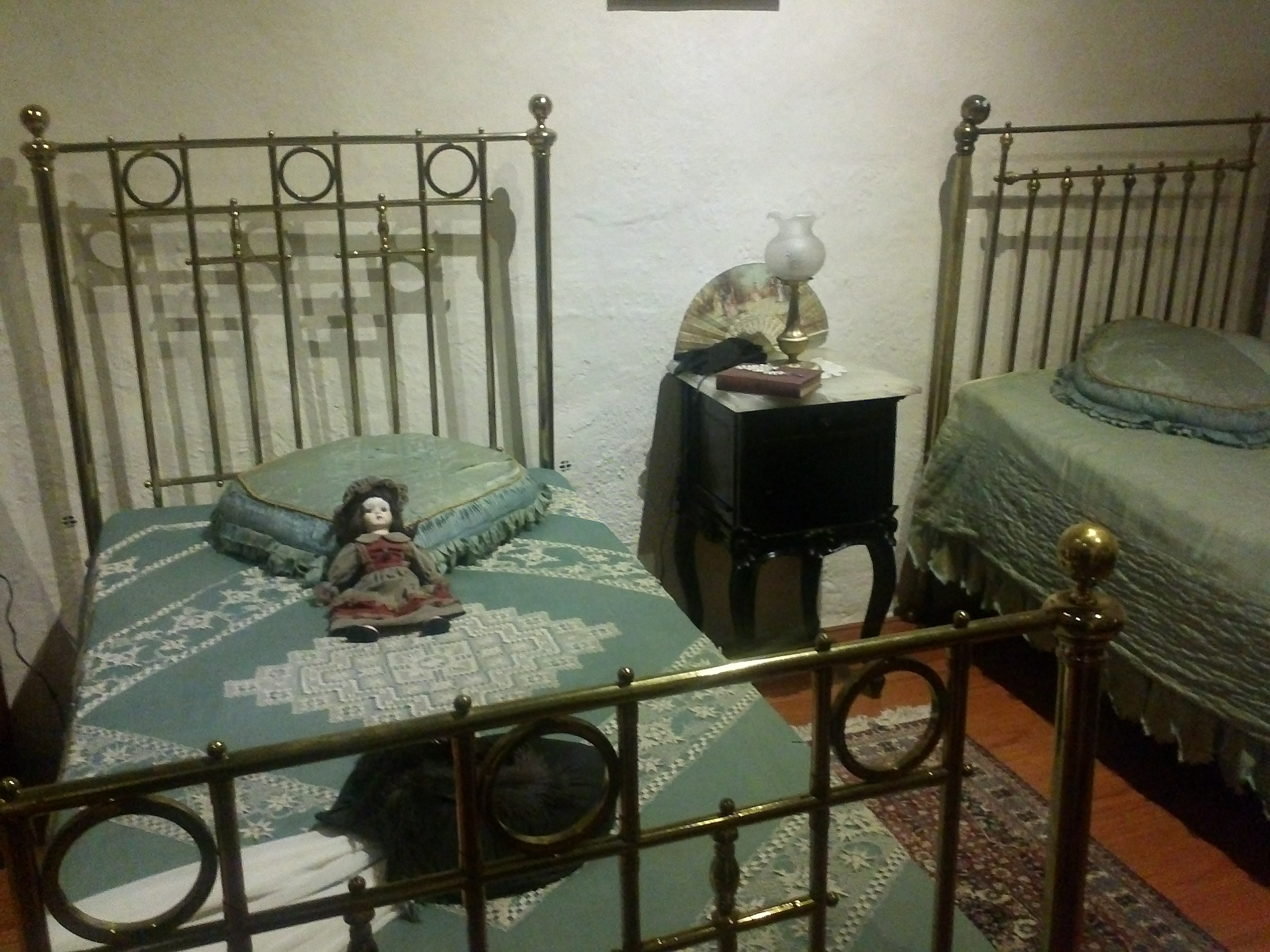
Recámara.

En la planta alta se cuenta con un cinematógrafo que fue uno de los inventos que se encontraban de moda en México al inicio de la revolución mexicana, también se cuenta con una típica cocina poblana y se muestra una ludoteca donde explica el origen de la lucha de los hermanos Serdán y el transcurso de los hechos incluyendo la balacera del 18 de noviembre en la sala donde se muestran unas sillas desgarradas y un espejo quebrado por los balazos así como el balcón donde según testimonios Carmen Serdán salió a arengar a la población a que se unieran a la causa resultando herida. Se puede observar también restos de lo que fueron los departamentos rentados a personas ajenas al movimiento revolucionario y sus testimonios al respecto. Por último se tiene una exposición acerca del destino de las mujeres Serdán y el homenaje Nacional que comenzó a hacerse en memoria de los caídos, especialmente de los hermanos Serdán a los que se uniría Carmen a su muerte.

### Planta baja
En la planta baja del inmueble se distribuyen las recreaciones de los espacios de las habitaciones de la casa tales como la zapatería, el despacho, el comedor, la sala y el área de recámaras. En la habitación que ocupaba Aquiles Serdán como su recámara, hoy se erige la denominada Sala del Sacrificio, espacio en el cual se recrea el escondite subterráneo donde permaneció desde la tarde del 18 y hasta la madrugada del 19 de noviembre, cuando al salir de él es ultimado por la policía.

### Áreas exteriores

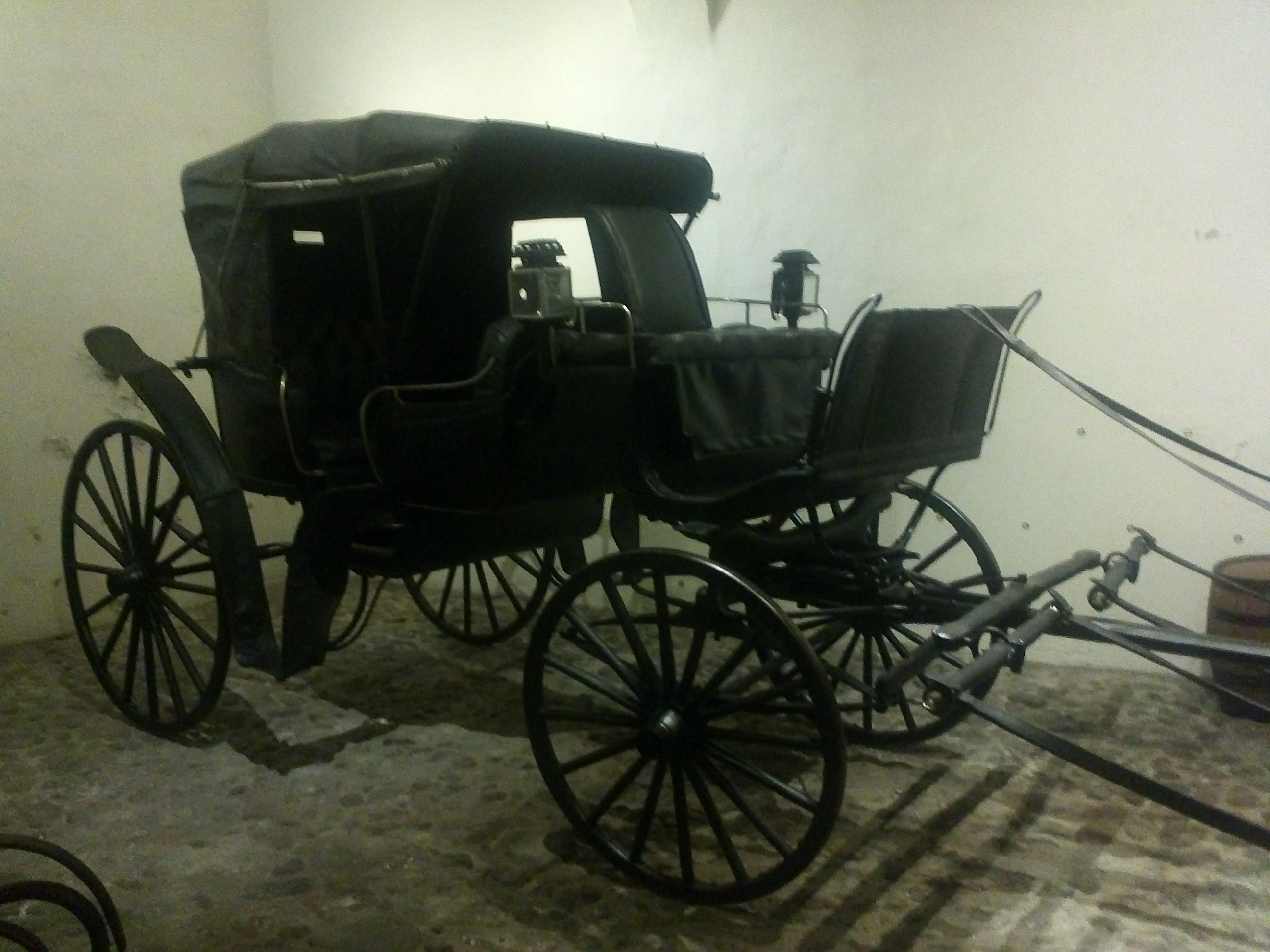
Carruaje.

En el patio típico como existen muchos en el centro histórico se encuentra un pozo y una pared donde se han colocado diversas placas en homenaje a la gesta heroica que ahí se desarrolló. Se presenta también un óleo de Carmen Serdán y una cabeza gigante de Aquiles Serdán.